# 俄德 (先知)
俄德，舊約聖經中的先知，撒馬利亞人，生於以色列王比加和猶大王亞哈斯執政時期，北方以色列王國的軍隊重創南方的猶大王國之後，掠奪財物並擄20萬人，帶往撒馬利亞，當以色列人的奴隸，俄德出來迎接以色列的軍兵，但告訴他們因為耶和華對猶大人惱怒，所以將他們交到你們的手中，而你們大行殺戮，並強迫俘虜來的自己的弟兄猶大人為奴隸，如此必會招來耶和華對以色列人的憤怒，敦促他們不可如此做，應釋放他們，以法莲的幾個族長受到俄德的激勵而攔截軍兵，阻止他們帶入被虜之人，俄德和族長善待被俘擄的猶大人，並送他們回家鄉。（代下28：5-15）